# 김세가
김세가(Jin Shijia, 1986년 11월 10일 ~ )는 중화인민공화국의 수영 선수 겸 배우다.

## 방송
- 신견소칠
- 겁품신랑
- 미인제조
- 애정공우 3
- 애정공우 2
- 이십불혹

## 영화
- 배안동니도과만장세월 (2015년)
- 신견소칠 (2015년)
- 청춘연애 (2015년)
- 미인제조 (2014년)
- 일개작자 (2014년)
- 애정공우 3 (2012년)
- 애정공우 2 (2011년)
- 애정공우 1 (2009년)